# Aéroport de Jyväskylä
L'aéroport de Jyväskylä (finnois : Jyväskylän lentoasema) (code IATA : JYV • code OACI : EFJY) est un aéroport régional de Finlande situé dans le centre du pays, sur l'ancienne commune de Jyväskylän maalaiskunta, dans le quartier de Tikkakoski. 11e du pays par le trafic avec près de 139 000 passagers accueillis en 2007, il dessert la région de Finlande-Centrale et sa capitale régionale Jyväskylä située à 21 km au sud.

## Histoire
Fondé en 1939, l'aéroport a connu d'importants aménagements et un agrandissement du terminal en 2004.

## Situation
| \| 50 km1:2 811 000 \| Enontekiö Helsinki-Malmi Helsinki-Vantaa Ivalo Joensuu Jyväskylä Kajaani Kemi-Tornio Kittilä Kokkola-Pietarsaari Kuopio Kuusamo Lappeenranta Mariehamn Oulu Pori Rovaniemi Savonlinna Tampere Turku Vaasa Varkaus |
| 50 km1:2 811 000 |

## Utilisation de l'aéroport
L'aéroport est également utilisé par les militaires de l'armée de l'air et du régiment de Luonetjärvi basés à proximité. Ils y disposent d'une école de l'air et d'autres installations.
| Compagnies       | Destinations                                                  |
| ---------------- | ------------------------------------------------------------- |
| Avion Express    | En saison charter: La Canée I.-Daskaloyánnis, Rhodes-Diagoras |
| Finnair          | Helsinki-Vantaa                                               |
| Pegasus Airlines | En saison charter: Antalya                                    |

Édité le 24/02/2020  Actualisé le 28/02/2023

## Trafic de passagers
Pour des raisons techniques, il est temporairement impossible d'afficher le graphique qui aurait dû être présenté ici.

Voir la requête brute et les sources sur Wikidata.
| Année | Domestique | International | Total   | Variation |
| ----- | ---------- | ------------- | ------- | --------- |
| 2005  | 140 187    | 9 811         | 149 998 | −1,8 %    |
| 2006  | 135 223    | 14 099        | 149 322 | −0,5 %    |
| 2007  | 125 476    | 13 465        | 138 941 | −7,0 %    |
| 2008  | 112 831    | 15 787        | 128 618 | −7,4 %    |
| 2009  | 92 144     | 12 045        | 104 189 | −19,0 %   |
| 2010  | 74 982     | 13 626        | 88 608  | −15,0 %   |
| 2013  | 37 237     | 13 333        | 50 570  | -22,5 %   |
| 2014  | 39 387     | 16 319        | 55 706  | 10.2%     |
| 2015  | 51 761     | 10 083        | 61 844  | 11.0%     |
| 2016  | 51 603     | 10 845        | 62 448  | 1.0%      |
| 2017  | 56 814     | 11 152        | 67 966  | 8.8%      |